# آنا نشانیان
آنا نشانیان (آنا ایساهاکی پاپازیان) (ارمنی: Աննա Նշանյան (Աննա Իսահակի Փափազյան؛  زادهٔ ۱۲ دسامبر ۱۹۳۱ - درگذشته ۲۴ ژوئیهٔ ۲۰۲۴) خواننده، اپرا اهل ارمنستان بود. وی بین سال‌های - تا - میلادی فعالیت می‌کرد.

## زندگی‌نامه
وی در ۱۲ دسامبر ۱۹۳۱ در قاهره به دنیا آمد و از کنسرواتوار دولتی کومیتاس ایروان فارغ‌التحصیل گشت. وی نوه آرمان نشانیان بود.. همچنین برندهٔ جوایزی همچون هنرمند شایسته ارمنستان شوروی (۱۹۷۰) شده‌است. وی در ۲۴ ژوئیهٔ ۲۰۲۴ در سن ۹۲ سالگی در لس آنجلس درگذشت.